# Mistrzostwa Europy w Judo 1980
28. Mistrzostwa Europy w Judo odbyły się w 1980 roku. Turniej mężczyzn odbył się w dniach 15–18 maja w Wiedniu. Kobiety rywalizowały w Udine między 15 i 16 marca. Turniej drużynowy rozegrano w Hadze.  

## Klasyfikacja medalowa
| Miejsce | Państwo         |    |    |    | Razem |
| ------- | --------------- | -- | -- | -- | ----- |
| 1       | Francja         | 4  | 3  | 5  | 12    |
| 2       | Włochy          | 4  | 2  | 0  | 6     |
| 3       | Wielka Brytania | 2  | 2  | 5  | 9     |
| 4       | ZSRR            | 2  | 2  | 3  | 7     |
| 5       | NRD             | 1  | 2  | 3  | 6     |
| .       | Belgia          | 1  | 2  | 3  | 6     |
| 7       | Austria         | 1  | 2  | 1  | 4     |
| 8       | RFN             | 1  | 0  | 4  | 5     |
| 9       | Rumunia         | 1  | 0  | 2  | 3     |
| 10      | Holandia        | 0  | 1  | 3  | 4     |
| 11      | Węgry           | 0  | 1  | 1  | 2     |
| 12      | Jugosławia      | 0  | 0  | 2  | 2     |
| 13      | Czechosłowacja  | 0  | 0  | 1  | 1     |
| .       | Szwajcaria      | 0  | 0  | 1  | 1     |
| Razem   | Razem           | 17 | 17 | 34 | 68    |

## Medaliści

### Mężczyźni
| Konkurencja: | Złoto: | Srebro: | Brąz: |
| −60kg        | Felice Mariani | Josef Reiter | Thierry Rey Reinhard Arndt |
| −65kg        | Torsten Reißmann | Valentin Tarakanov | Imre Gelencsér Constantin Niculae |
| −71kg        | Nicolae Vlad | Chris Bowles | Evgeny Babanov Karl-Heinz Lehmann |
| −78kg        | Neil Adams | Harald Heinke | Bernard Tchoullouyan Mircea Frățică |
| −86kg        | Aleksandrs Jackēvičs | Peter Seisenbacher | Detlef Ultsch Peter Donnelly |
| −95kg        | Jean-Luc Rougé | Dietmar Lorenz | Robert Van de Walle Ramaz Karsziladze |
| Ponad 95kg   | Alexey Tyurin | Imre Varga | Peter Adelaar Angelo Parisi |
| −Open        | Robert Van de Walle | Angelo Parisi | Vladimír Kocman Siergiej Nowikow |
| Drużynowo    | Francja · Guy Le Baupin · Guy Delvingt · Christian Dyot · Bernard Tchoullouyan · Roger Vachon · Michel Sanchis · Laurent del Colombo · (Roger Hairabedian) | ZSRR · Arambij Jemiż · Valentin Tarakanov · Leonid Mytnik · Szota Chabareli · Vasily Gubanov · Alexander Shurov · Alexey Tyurin · | RFN · Peter Jupke · Hans-Peter Kindl · Jürgen Fuchtmeyer · Wolfgang Frank · Adalbert Missala · Günther Neureuther · Arthur Schnabel · (Peter Bitterberg) · Holandia · Jean-Pierre van Deursen · Jo Gevers · Gé van den Elshout · Rik Bakker · Leo van Oosten · Willy Wilhelm · Henk Numan · (Rob Hoogendijk, Coen Backelandt, Tom Witjes · Theo Hoen, Bert Verhoeven, Iman Kars · Henny Pleizier, Erik Koenders) |

### Kobiety
| Konkurencja: | Złoto:             | Srebro:            | Brąz:                             |
| −48kg        | Jane Bridge        | Paola Napolitano   | Annie Bechepay Eva Hillesheim     |
| −52kg        | Patricia Montaguti | Bridgette McCarthy | Mileva Smiljanić Edith Hrovat     |
| −56kg        | Gerda Winklbauer   | Liesbeth Beeks     | Loretta Doyle Therése Nguyen      |
| −61kg        | Laura Di Toma      | Brigitte Deydier   | Marina Angelović Jeannine Peeters |
| −66kg        | Cathérine Pierre   | Nadia Amerighi     | Paula Mallens Marie-France Mill   |
| −72kg        | Jocelyne Triadou   | Ingrid Berghmans   | Barbara Claßen Avril Malley       |
| Ponad 72kg   | Margherita De Cal  | Paulette Fouillet  | Christiane Kieburg Heather Ford   |
| −Open        | Barbara Claßen     | Ingrid Berghmans   | Paulette Fouillet Avril Malley    |